# Elisabeth Herold
Elisabeth „Liesbeth“ Herold ist eine ehemalige deutsche Florettfechterin. 1952 und 1954 gewann die linkshändige Herold von Empor Mitte Leipzig jeweils die Einzelmeisterschaft der Deutschen Demokratischen Republik.

## Nationale Medaillen
- 1952:  Meisterin (7 Siege, 16 Treffer) vor Annemarie Wilberg (6 Siege, 14 Treffer)[2],  3. Platz (Mannschaft) mit Charlotte Fischer, Hildegard Gipp, Christel Schmeißer und Cilli Winkler[3]
- 1953:  3. Platz (5 Siege) hinter Annemarie Wilberg (7 Siege) und Hanna Hesse (5 Siege)[4],  Meisterin (Mannschaft) mit Charlotte Fischer, Hildegard Gipp, Elfriede Ulbricht und Cilli Winkler[5]
- 1954:  Meisterin (7 Siege, 14 Treffer) vor Herta Presting (7 Siege, 16 Treffer)[6]
- 1955:  3. Platz hinter Christa Freitag und Ruth Domaschke
- 1956:  Vize-Meisterin hinter Christa Freitag,  Vize-Meisterin (Mannschaft) mit Charlotte Fischer, Hildegard Gipp, Annelies Walther und Cilly Winkler[7]
- 1957:  3. Platz hinter Karin Lohse und Käthe Müller